# Instructions d'Amenemhat
Les Instructions d'Amenemhat ou Enseignement du roi Amenemhat à son fils Sésostris est un poème égyptien antique court du genre de sagesse écrit pendant le début du Moyen Empire. Le poème prend la forme d'un monologue intensément dramatique fourni par le fantôme assassiné du pharaon de la XIIe dynastie, Amenemhat Ier (ou Aménémès), à son fils Sésostris Ier. Il décrit la conspiration qui a tué Amenemhat, et encourage son fils à ne faire confiance à personne. Le poème forme un genre d'apologie des actes du règne du vieux roi. Il finit par un encouragement à Sésostris Ier pour monter sur le trône et pour gouverner avec sagesse à la place d'Amenemhat.

## Auteurs
Les instructions peuvent avoir été rédigé à la demande de Sésostris Ier afin de faire l'éloge de son père et de légitimer ses prétentions au trône. Plusieurs siècles plus tard, pendant le Nouvel Empire, dans le papyrus Chester Beatty IV, l'auteur du poème a été attribué au « premier des scribes » Khéty,.
La principale source de ce document provient du papyrus Millingen, qui a été copié par Amedeo Peyron (it) en 1843. L'original est maintenant perdu. Des tablettes de bois avec des pièces de l'Instructions datant de la XVIIIe dynastie et du Nouvel Empire ont survécu avec des fragments de papyrus et des ostraca.  

## Contenu
Les instructions commencent par identifier l'auteur comme « le dernier roi de Haute et de Basse-Égypte, Sehetepibrê, fils d'Amenemhat-Rê » et explique qu'Amenemhat voulait apprendre à son fils comment garder la couronne et la prospérité.
Le roi avertit alors son fils de ne faire confiance à personne, et même de refuser le soutien de ceux qu'il a aidé, et explique qu'il a été assassiné par ses gardes dans son lit. Il décrit aussi brièvement sa politique en Égypte, ses succès militaires et ses réalisations architecturales. Les instructions se terminent par des bénédictions pour son fils et des conseils sur la façon de gouverner l'Égypte.

## Impact
Ce manuscrit est l'une des premières références aux « Asiatiques ». Par la suite, de nombreux pharaons ont copié dans des anciens écrits une partie de leur vie pour légitimer leurs actes. Le pharaon de la XXVe dynastie, Piânkhy, a repris plusieurs sections de l'instruction d'Amenemhat presque textuellement. Le poème était toujours lu au Ve siècle avant notre ère, quelque 1500 ans après avoir été écrit.